# Huevos Duros (banda)
Huevos Duros fue un grupo de música español, con ascendencia canaria, fundado en 1995 en la ciudad de Valencia y estuvo en activo hasta mediados del año 2000.

## Historia
En los albores de la informática musical, Manolo Rock Aguilar más conocido hasta entonces por su faceta como mánager de Surfin' Bichos o Comité Cisne y su paso, como Dj y programador, por salas valencianas de conciertos como Gasolinera o Garage Arena, decide abordar un proyecto unipersonal que bautiza como Huevos Duros.
Partiendo de un ordenador personal, monta un estudio doméstico en su casa, rodeándose de módulos de sonidos, teclados y software musical. De estas primeras sesiones nace el grueso de canciones que se incluirían en la casete de debut titulada Un tributo a Miss Cojones y comienza la reivindicación de un estilo que él califica como "Punk Melódico Doméstico Industrial" y que con el paso del tiempo se convertiría en una clara seña de identidad de la banda.
En 1997 se publica El Sistema te quiere sano, quedan muchos cerdos por engordar donde destaca el tema Quiero ser Bunbury, un corte fabricado con la base del Light my fire de los Doors y una letra irónica en divertida alusión al cantante de Héroes del Silencio. Juan Carlos Prieto la elige como sintonía para Teloneros, sección de la que era responsable dentro del programa Sateli-3 que Manolo Ferreras presentaba y dirigía en Radio 3. La canción consigue una buena difusión por toda España, principalmente en el circuito underground. Cierra el disco Manifiesto en el planeta A con un texto de Anselme Bellegarrigue. El 4 de julio de 1997, el periódico semanal VºBº Trajín de la ciudad de Valencia dedica su portada a Huevos Duros.
Grandes éxitos de la humanidad aparece en 1998 manteniendo la línea de sus anteriores trabajos: sonido lo-fi computerizado y letras que juguetean con la denuncia social, el sexo, las drogas y el humor ácido. Resaltan composiciones como La hora de las brujas, No más drogas (más políticos) o Infamia y la aportación de los músicos Carlos Pagola de Morgana Vs Morgana y José Alves de 3Cómplices. La portada llama la atención por el collage de impactantes imágenes que muestran hasta donde es capaz de llegar el ser humano.
El dossier de prensa de Huevos Duros sigue creciendo de manera importante debido al interés que despierta en publicaciones como Mondo Sonoro, Efe Eme, Ruta 66, Mundo Canalla, Todas las Novedades, On The Rocks o Heavy Rock.
La última canción que graba Huevos Duros fue en el año 1999 y aparece en el recopilatorio La Filoxera bajo el título de Cortar, pegar y repetir.
En 2014, Subterráneo Records reedita con nuevas gráficas todas las grabaciones de la banda.

## Miembros
- Manolo Rock Aguilar, teclados, programación y voz.

### Colaboradores
- José Alves, guitarra.
- Carlos Pagola, guitarra.
- Ramón Martínez, bajo.

## Discografía

### Álbumes
- Un tributo a Miss Cojones (Casete. Collons Records. 1996)
- El Sistema te quiere sano, quedan muchos cerdos por engordar (Cd. Subterráneo Records. 1997)
- Grandes éxitos de la humanidad (Cd. Subterráneo Records. 1998)

### Recopilatorios
- Radio Funny, 10 años independientes. Incluye la canción Infamia (Cd. Subterráneo Records. 1997)
- Estación 2. Incluye la canción  Molotov desventado (Cd. Subterráneo Records. 1998)
- La Filoxera. Incluye la canción Cortar, pegar y repetir (Cd. Subterráneo Records. 1999)